# Liste der Kulturdenkmäler in Steinbach am Glan
In der Liste der Kulturdenkmäler in Steinbach am Glan sind alle Kulturdenkmäler der rheinland-pfälzischen Ortsgemeinde Steinbach am Glan aufgeführt. Grundlage ist die Denkmalliste des Landes Rheinland-Pfalz (Stand: 11. August 20176. September 2022).

## Denkmalzonen
| Bezeichnung                    | Lage                                                | Baujahr   | Beschreibung                                                       | Bild                           |
| ------------------------------ | --------------------------------------------------- | --------- | ------------------------------------------------------------------ | ------------------------------ |
| Denkmalzone Jüdischer Friedhof | nordöstlich des Ortes; Flur Auf der Keltereich Lage | 1824–1938 | von Bruchsteinmauer umgebenes Areal mit 232 Grabsteinen, 1824–1938 | weitere Bilder Fotos hochladen |

## Einzeldenkmäler
| Bezeichnung | Lage                     | Baujahr | Beschreibung | Bild            |
| ----------- | ------------------------ | ------- | --- | --------------- |
| Quereinhaus | Börsborner Straße 1 Lage | 1856    | Quereinhaus, 1856; ortsbildprägend                                                                                 | BW              |
| Glockenturm | Lindenstraße Lage        | 1788    | dreigeschossiger Putzbau auf Quadersockel, achtseitiger Helm, 1788; Glocke, um 1400, Otto von Speyer zugeschrieben | Fotos hochladen |